# Neomura
 (janvier 2017).

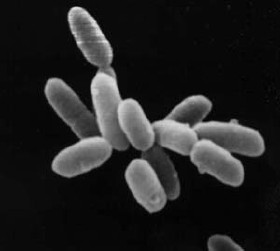
L'archée Halobacterium
Chaque cellule mesure environ 5 μm de long.

Le concept de clade neomura a été proposé pour regrouper deux groupes frères présumés : les domaines Eukaryota et Archaea. 
Le groupe a été proposé pour la première fois par Thomas Cavalier-Smith et son nom signifie « nouveaux murs », reflétant l'hypothèse d'avoir évolué par rapport aux eubactéries : un des principaux changements aurait été le remplacement de parois cellulaires constituées de peptidoglycane en d'autres glycoprotéines. Aujourd'hui, on considère bactéries et néomurains comme les deux premières lignées de l'arbre de la vie actuelle.
|         | Bacteria                                              |
|         |                                                       |
| Neomura | \| \| Archaea \| \| \| \| \| \| Eukaryota \| \| \| \| |
|         | \| \| Archaea \| \| \| \| \| \| Eukaryota \| \| \| \| |
|         | Archaea                                               |
|         |                                                       |
|         | Eukaryota                                             |
|         |                                                       |

|  | Archaea   |
|  |           |
|  | Eukaryota |
|  |           |

La forme adjectivale est néomurain(e) (anglais neomuran), et les éléments du groupe sont appelés des néomurains (anglais neomurans).

## Morphologie
Les Neomura forment un groupe très diversifié, contenant :
- tous les eucaryotes et donc toutes les espèces multicellulaires (hors multicellularité bactérienne[2]) ;
- tous les archées, dont beaucoup  d'espèces extrêmophiles.

Mais tous ont en commun certaines caractéristiques moléculaires. Tous les néomurains ont des histones qui aident à l'emballage des chromosomes et la plupart ont des introns. Tous utilisent la molécule méthionine comme l'initiateur des acides aminés dans la synthèse des protéines (les bactéries utilisent la formylméthionine). Enfin, tous les Neomura utilisent plusieurs types de polymérase, alors que les bactéries n'en utilisent qu'un seul.

## Historique
En 1977, Woese et Fox proposent de reconnaître comme des règnes primaires ou « urkingdoms » : les archéobactéries Archaebacteria, les eubactéries Eubacteria et les « urcaryotes » représentés par le composant cytoplasmique des cellules des actuels eucaryotes Eucaryota. Les noms de ces groupes taxinomiques seront raccourcis en 1990 pour devenir les trois domaines de la vie : Archaea, Bacteria et Eucarya.
En 1984, Lake et al. publient leur hypothèse éocyte (en) proposant un ancêtre commun aux procaryotes éocytes et aux eucaryotes
. 
Cavalier-Smith initie sa théorie néomuraine de l'origine commune des archéobactéries et des eucaryotes en 1987, la révise en 2002, et la reprend dans des publications ultérieures,,,, similairement au groupe des Eocytes (archéobactéries thermophiles)
,.

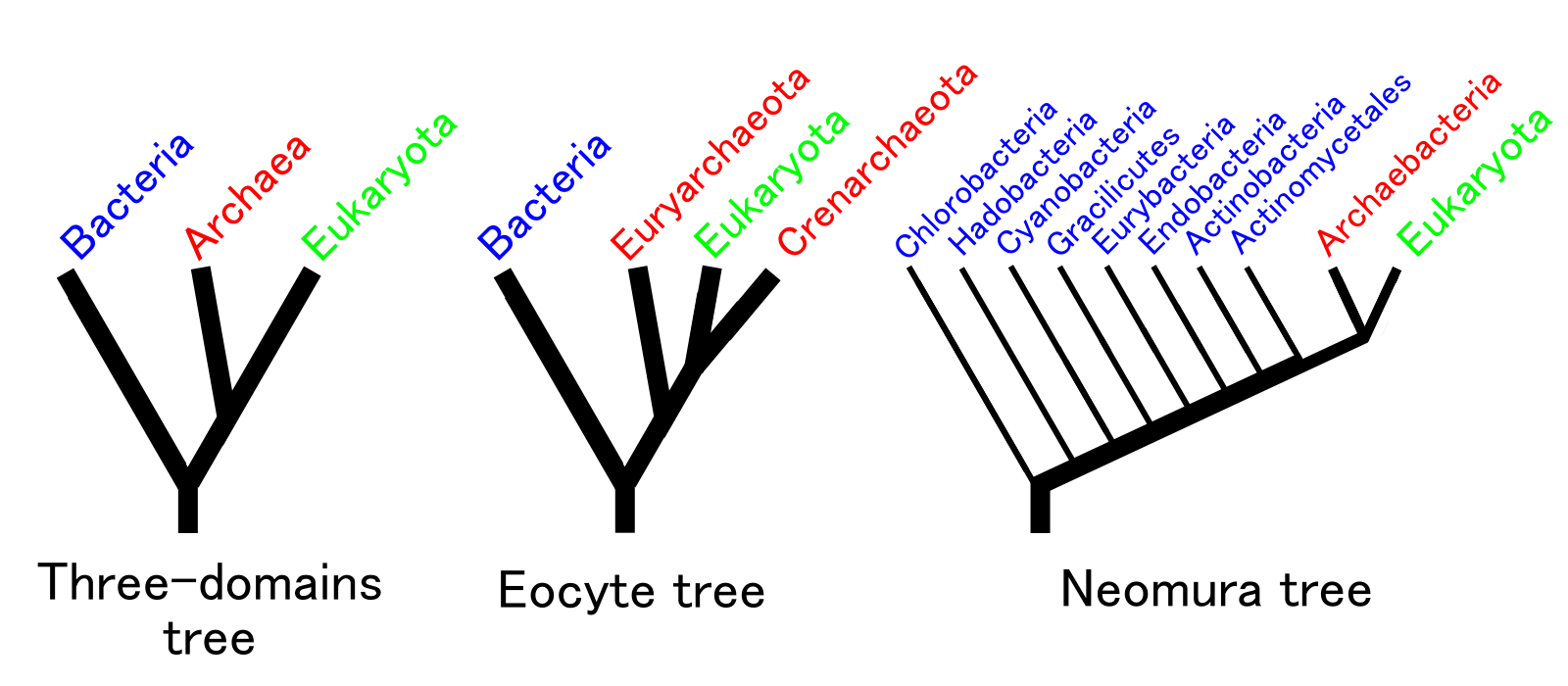
Trois modèles d'arbre phylogénétique du monde vivant cellulaire,

Ce clade immense n'est pas considéré comme un taxon en termes de classification à cause de la grande diversité des plans d'organisation qu'il contient[réf. nécessaire] : les archéobactéries et toutes les espèces eucaryotes (plantes, animaux, champignons, protistes...). Toutefois le clade n'a pas été unanimement accepté. Des biologistes de l'évolution considèrent le clade Firmicutes-Archaebacteria comme une alternative à l'hypothèse de Cavalier-Smith.

### Modèles à deux ou trois domaines

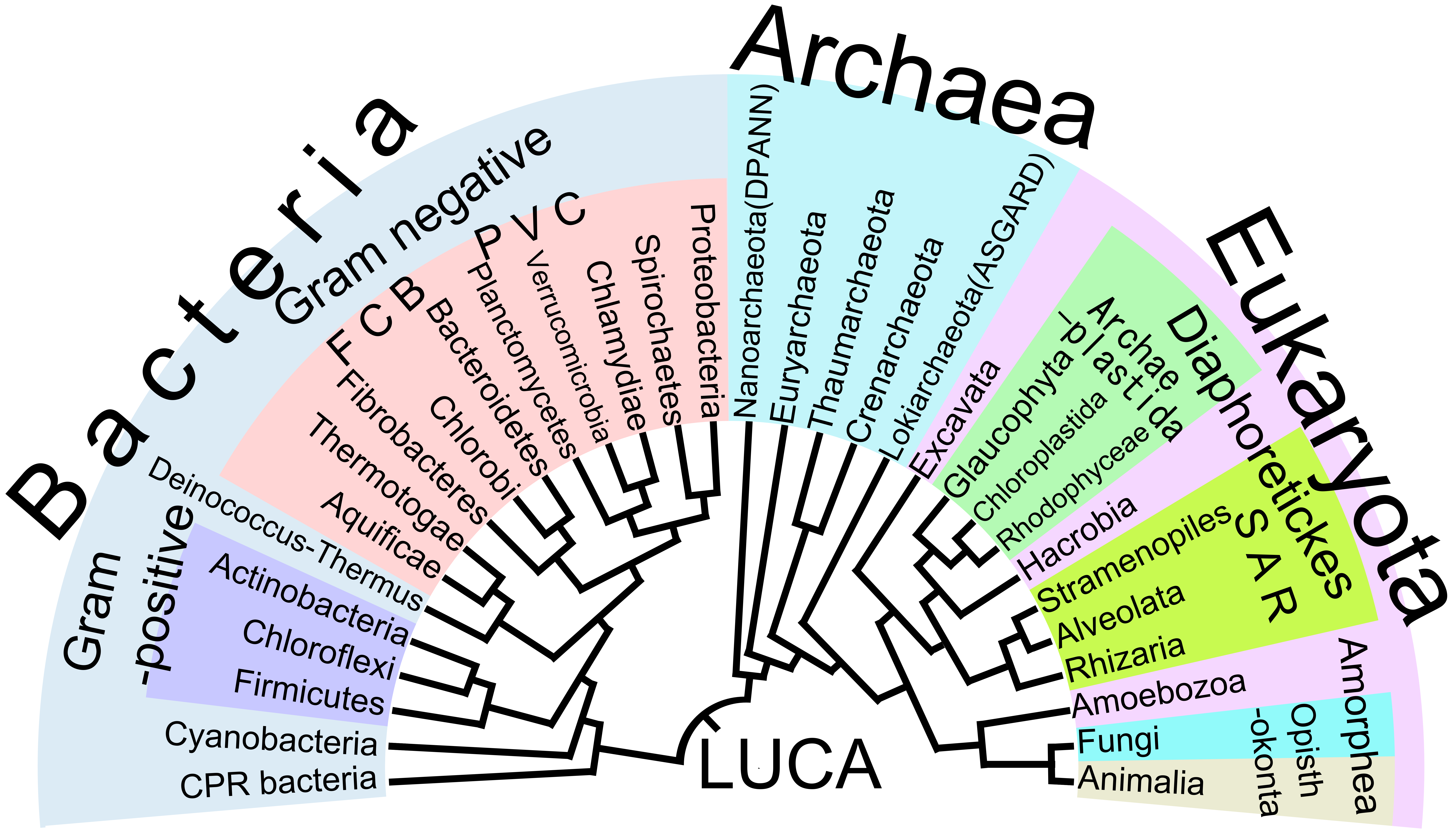
Arbre phylogénétique universel de la vie.

Carl Woese a introduit l'idée que l'ensemble de la vie se répartit en trois domaines fondamentaux : les Bactéries, les Archées et les Eucaryotes, se différenciant les uns des autres sur le plan moléculaire. Il considérait que ces trois domaines s'articulaient à la base de l'arbre phylogénétique universel de la vie. L'analyse moléculaire a montré que les eucaryotes et les archées étaient plus proches entre eux que des bactéries. À titre d'exemple, on peut citer l'utilisation commune de cholestérol et protéasomes, qui sont des molécules complexes ne se trouvant pas dans la plupart des bactéries. Ainsi, il a estimé qu'il y avait deux branches principales dans l'arbre phylogénétique de la vie : une lignée pour les Bactéries et une lignée commune aux Archées et aux Eucaryotes. 
Cette idée est étayée par les études récentes qui indiquent que les archées d'Asgård, un embranchement d'archées, seraient apparentés aux eukaryotes (en raison de certains mécanismes de codage des protéines). Le clade les regroupant s'appelle Eukaryomorpha et serait un sous-clade de Neomura. En revanche la monophylie des Archées n'est pas confirmée (cf. image ci-contre).
|  | archées                                               |
|  |                                                       |
|  | \| \| archées \| \| \| \| \| \| Eukaryota \| \| \| \| |
|  |                                                       |
|  | archées                                               |
|  |                                                       |
|  | Eukaryota                                             |
|  |                                                       |

|  | archées   |
|  |           |
|  | Eukaryota |
|  |           |

|  | archées                                               |
|  |                                                       |
|  | \| \| archées \| \| \| \| \| \| Eukaryota \| \| \| \| |
|  |                                                       |
|  | archées                                               |
|  |                                                       |
|  | Eukaryota                                             |
|  |                                                       |

|  | archées   |
|  |           |
|  | Eukaryota |
|  |           |

|  | archées                                               |
|  |                                                       |
|  | \| \| archées \| \| \| \| \| \| Eukaryota \| \| \| \| |
|  |                                                       |
|  | archées                                               |
|  |                                                       |
|  | Eukaryota                                             |
|  |                                                       |

|  | archées   |
|  |           |
|  | Eukaryota |
|  |           |

|  | archées                                               |
|  |                                                       |
|  | \| \| archées \| \| \| \| \| \| Eukaryota \| \| \| \| |
|  |                                                       |
|  | archées                                               |
|  |                                                       |
|  | Eukaryota                                             |
|  |                                                       |

|  | archées   |
|  |           |
|  | Eukaryota |
|  |           |

### Le cladeNeomura
Le zoologiste Cavalier-Smith considérait que l'ancêtre des Neomura était une bactérie. Un argument est que tous les eucaryotes connus ont possédé des mitochondries, qui ont certainement évolué par endosymbiose à partir d'une alpha-protéobactéries (un groupe très diversifié de bactéries). Si les Eucaryotes étaient aussi anciens que les bactéries, il est presque certain qu'ils se seraient ramifiés au cours des millions d'années qu'il a fallu pour que les bactéries développent la respiration aérobie, et certains eucaryotes auraient évolué sans mitochondries. 
Un autre argument est que les molécules de cholestérol et de protéasome trouvées dans les Neomura sont également trouvées dans les actinobactéries. Les molécules de ce niveau de complexité sont peu susceptibles d'apparaitre plus d'une fois dans plusieurs branches[réf. nécessaire], donc soit il y a eu un transfert horizontal de gènes entre ces deux branches, ou soit Neomura et les Actinobactéries ont un ancêtre commun. La première hypothèse, aujourd'hui privilégiée, montre le rôle joué par les virus dans l'évolution de la vie.